# غيلبرت كريستي
غيلبرت كريستي (بالإنجليزية: Gilbert Christie)‏ هو لاعب كرة قدم بريطاني (وحمل سابقاً جنسية المملكة المتحدة لبريطانيا العظمى وأيرلندا) في مركز الهجوم، ولد في 1892 في دندي في المملكة المتحدة، وتوفي في 2000. لعب مع نادي هاليفاكس تاون وهدرسفيلد تاون.